# مدينة سلطان بن عبد العزيز للخدمات الإنسانية
مدينة سلطان بن عبد العزيز للخدمات الإنسانية منظمة غير ربحية، وتعد مدينة سلطان بن عبد العزيز للخدمات الإنسانية إحدى مشاريع مؤسسة سلطان بن عبد العزيز آل سعود الخيرية، وقد أنشئت المدينة كمستشفى تأهيل متخصص ومركز طبي من أجل المساهمة في تلبية الاحتياجات الصحية للمجتمع السعودي. افتتحت المدينة رسمياً في 30 أكتوبر 2002م، حيث تقدم الرعاية الصحية التأهيلية لكل من المرضى المنومين والغير منومين.[بحاجة لمصدر]
قامت مدينة سلطان بن عبد العزيز للخدمات الإنسانية بتطوير برامج التأهيل متعددة الاختصاصات، مع الأخذ في الاعتبار الحاجات الخاصة للمرضى برنامج تأهيل مبتوري الأطراف وخدمات الأطراف الصناعية وتقويم اعوجاج الأطراف.[بحاجة لمصدر]
تغطي منشآت المدينة مساحة تزيد على 1,200,000 متر مربع، وتقع شمال مدينة الرياض. وتقدم المدينة الخدمات العلاجية والتأهيلية، والمساندة، وتقديم برامج تعليمية وعلاجية للذين في حاجة إلى متطلبات تعليمية خاصة بسبب الإعاقة البدنية والاعتلالات في النمو والمشاكل الصحية المعقدة.[بحاجة لمصدر]

## الأقسام الطبية
يتكون المركز من 39 قسماً طبياً:
1. الطب الباطني.
2. طب الأعصاب.
3. طب الأطفال.
4. طب العيون.
5. طب القلب.
6. طب الأسنان.
7. طب المسالك البولية.
8. الطب الطبيعي والتأهيل.
9. طب التحكم بالألم.
10. الطب ولإرشاد النفسي.
11. طب الأنف والأذن والحنجرة.
12. طب الأمراض التنفسية والرئوية.
13. جراحة السمنة.
14. جراحة القدم.
15. جراحة الكتف.
16. جراحة الإصابات الرياضية.
17. جراحة العظام والمفاصل.
18. جراحة المسالك البولية.
19. جراحة الأنف والأذن والحنجرة.
20. جراحة الأسنان والتأهيل الكامل للفم.
21. جراحة استبدال مفاصل الحوض.
22. العلاج الجراحي للصرع وعمليات المخ والأعصاب.
23. جراحة العمود الفقري.
24. جراحة إستبدال مفاصل الركبة.
25. تأهيل القلب.
26. برنامج السكتة الدماغية.
27. برنامج إصابات الدماغ.
28. برنامج تأهيل البتور.
29. برنامج تأهيل إصابات الحبل الشوكي.
30. برنامج التدخل المبكر و تأهيل الأطفال.
31. تأهيل أمراض الجهاز العصبي.
32. تأهيل للوذمة الليمفاوية.
33. تأهيل الأمراض العضلية.
34. برنامج القدم السكري.
35. تأهيل ما بعد العمليات الجراحية.
36. برنامج التأهيل الشامل والمتكامل.
37. وحده مناظير الجهاز التنفسي.
38. مختبر اضطرابات النوم.
39. مختبر وظائف القلب.
40. مركز الأطراف الصناعية.[1]

## الجوائز
- جائزة أفضل تصميم للمستشفيات والمنشآت الصحية على مستوى منطقة الشرق الأوسط عام 2009م.
- جائزة أفضل بيئة عمل في المملكة العربية السعودية عام 2014م.[2]